# متلازمة بهر
متلازمة بيهر(بالإنجليزية: Behr syndrome)‏ هو اضطراب وراثي قهري نادر سمي تميناً بالطبيب كارل بيهر ، الذي وصفه لأول مرة في عام 1909. .

## التشخيص
شخص بهر النتائج لهذه المتلازمة من خلال الطيف بفحه للمضاعفات البصرية والعصبية لكلا الجنسين. هذا تبين أن هذا الاضطراب يبدأ من مرحلة الطفولة المبكرة مع اضطراب في الرؤية، وفقدان أو انخفاض في عملية التوازن والتنسيق.

## الأعراض
تتضمن الأعراض فقدان جزئي أو كلي للبصر أو ما يسمى البقع العمياء . ويكون انحطاط البصر منتشر بشكل خاص عند الذكور. وتشمل الأحيان بعض الأعراض أيضا الحركات السريعة الغير إرادية للعين ( رأرأة )، ترنح، ضرر متدرج للأعصاب، التهاب العصبية، تخلف عقلي وسلس البول وردود الفعل الغير طبيعية للقدم ( علامة بابينسكي الإيجابية أو منعكس أخمصي (منعكس أخمصي) ) .

## وصلات خارجية
- Behr syndrome في معاهد الصحة الوطنية الأمريكية للأمراض النادرة